# Иван Крилов
Иван Андрејевич Крилов (рус. Ива́н Андре́евич Крыло́в; 13. фебруара 1769 − 21. новембар, 1844) је био руски публицист, пјесник, преводилац и писац. Свјетску славу је стекао као писац басни, укупно 236, које су објављене у девет збирки за вријеме пишчева живота, од 1809. до 1843. године. Већина његових басни су оригиналног садржаја, а мањи дио су басне чије су фабуле позајмљене од Лафонтена и Езопа.

## Рођење, живот и каријера
Крилов је рођен 13. фебруара 1769. године у породици сиромашног официра руске армије у Москви. Отац му је учествовао у гушењу Пугачовљеве буне али за испољену храброст при гушењу није био унапријеђен нити новчано награђен. Касније је Иванов отац напустио официрску службу и прешао у Твер гдје је добио мјесто предсједника губернијског магистрата. У Твери је живио са своја два сина а државна служба председника магистрата је била слабо плаћена па је тако цијела породица живјела у сиромаштву. Отац Иванов је умро 1778. године, а једино насљедство које је оставио синовима је био велики сандук књига.
Иван није имао финансијских средстава да би се образовао. Француски језик је научио са дјецом богатих сусједа који су Ивану дозволили да присуствује плаћеним часовима њихове дјеце. Добио је мјесто нижег чиновника у губернијском магистрату града Твер гдје је радио његов отац али чиновничка плата је била довољна само да покрије трошкове хране. Пет година по смрти Ивановог оца, Иванова мајка се са синовима преселила у Санкт-Петербург гдје је Иван добио мјесто службеника у царској ризници.
Упоредо са послом службеника Крилов је почео да пише. Његови први литерарни радови су били либрета комичних опера "Кутија за кафу" (рус. Кофейница) и "Побјешњела породица" (рус. Бешенная семья), трагедије "Клеопатра" и "Филомена" и комедија "Композитор на улазу" (рус. Сочинитель в прихожей). Иако ови литерарни радови нису Крилову донијели ни славу ни новац, Крилов је преко њих добио своје мјесто у литерарним круговима Санкт-Петербурга. Касније, Крилов је написао комедију "Шаљивчине" (рус. Проказники) у којој су себе видјели Јаков Књажнин (рус. Я. Б. Княжнин), Криловљев заштитник, и његова жена - у негативном свјетлу. Иако је ова комедија била вриједан литерарни рад, није се изводила на сцени, јер је њоме Крилов пао у немилост управе позоришта у Санкт-Петербургу.
Криловљева мајка није успјела да добије пензију на основи мужевљеве службе и умрла је 1788. године. На бригу му је остао млађи брат Лав, о коме ће се Крилов бринути све до краја свога живота.
Крајем 1780-их Крилов почиње да се бави новинарством. Године 1789. издаје сатирични мјесечник "Пошта духова" (рус. Почта духов), у коме је писао о покварености племства и државне бирократије, а који је пропао јер није имао довољно претплатника. Слиједеће године напушта новинарство и враћа се литератури и са својим пријатељем и књижевником Клушином оснива издавачку кућу и издаје нови књижевни магазин "Гледалац" (рус. Зритель). Иако је овај магазин био популарнији од претходног, пропао је на крају исте године, а Крилов је напустио Санкт-Петербург 1793. године. У Москви је 1797. године срео кнеза Голицина и преселио се код њега на село гдје је радио као кнежев секретар и приватни учитељ кнежеве дјеце.
Док је био у служби код кнеза Голицина, године 1799, написао је сатирични комад "Трумф" или "Грицкало" (рус. Подщипа) гдје је исмијао цара Павла I Романова. Ова сатира је била штампана тек 1871. године. Кнез Голицин је 1801. године именован за генералног гувернера Риге а Крилов је постао гувернеров секретар. У служби кнеза Голицина је остао до 1803. године. Године 1805. преводи Лафонтенове басне што га наводи да и сам почне да пише басне. Године 1807. Крилов је написао три комедије које су га учиниле популарним а биле су извођене у позоришту: “Модни дућан” (рус. Модная лавка), “Лекција кћерима” (рус. Урок дочкам) и “Витез Иља” (рус. Богатирь Илья), по наруџби А. Л. Наришкина (рус. Нарышкин), директора позоришта. Прве двије комедије у овој листи су биле посебно популарне и на специфичан начин исмијавају племићку наклоност француском језику, моди и манирима. Комедије су биле на репертоару позоришта много пута а комедија “Модни дућан” је била изведена и на царском двору. И поред овог успјеха, Крилов је напустио позориште и у потпуности се посветио писању басни. Ступио је поново у царску службу 1808. године у монтеарном одјелењу.
Прву књигу својих басни Крилов је издао 1809. године, 23 укупно од којих неколико је било оригиналних, и том књигом задобио заштиту царског двора, па је тако постао библиотекар у Царској јавној библиотеци Санкт-Петербурга, што је био слиједећих 30 година. У тих 30 година је написао осам нових збирки басни у стиху које су му донијеле признања и славу како у Русији тако и у свијету.

## Приватни живот
Крилов се у својој 22. години заљубио у Ану, кћер попа Брјанског округа. Ани се Крилов допао и била је спремна да се уда за њега. Родитељи Анини су били племићког поријекла и били су против те удаје, али су, на Анино наваљивање, попустили и послали телеграм Крилову у Санкт-Петербург, у коме су му поручили да дође по дјевојку. Крилов је одговорио да нема новаца за долазак и замолио да му пошаљу дјевојку. Овај одговор је разбјеснио Анине родитеље и Ана се није удала за Крилова.
Крилов се, званично, није никад женио али се зна да је живио у грађанском браку са својом куварицом Фењом са којом је добио кћер Сашу (Александру). По Фењиној смрти Саша је живјела у Криловљевој кући до своје удаје. По Сашиној удаји Крилов је дадиљао Сашину дјецу а пред смрт је преписао сву своју имовину Сашином мужу. Када је умирао, поред Криловљевог кревета су стајали Саша, њен муж и њихово двоје дјеце.

## Смрт
У 1844. години Крилов је претрпио два мождана удара а опорављао се у дворцу царице Марије Фјодоровне у Павловску. Убрзо послије другог удара је умро у Санкт-Петербургу а узрок смрти је била упала плућа или превише хране унесене у желудац. Погребу Крилова је присуствоао велики број људи а опијело му је очитано у Исакијевској саборној цркви. Сандук са његовим тијелом су пренијели студенти на рукама од Исакијевске цркве до Тихинског гробља Лавре Александра Невског у Санкт-Петербургу, гдје је сахрањен.

## Басне
Језик Криловљевих басни је народни језик, језик руског сељака, онакав каквог је Крилов слушао на вашарима, уличним тучама, народним светковинама и зборовима.  С друге стране, фразе и максиме из његових басни су постале дио говорног руског језика.
Стихови Криловљевих басни су скоро увијек јамбски. Дужина стиха варира између једног и тринаест слогова. Пјесник не намеће ограничење којим би дужина римованих стихова била иста, што се показује корисним у дијалозима или кад се описи и дијалози мијешају. Правила римовања варирају од поеме до поеме, и чак унутар исте поеме, што чини Криловљеву поезију живописном.
Криловљеве басне у стиховима осликавају грубу реалност живота у тадашњој Русији. Трећина руског становништва је патила под јармом феудализма а већина осталих живјела у сиромаштву и трпила неправду. Чак и онда када су фабуле басни позајмљене од Езопа или Лафонтена, Криловљеве басне су огледало у коме Руси могу да виде себе.
Криловљеве басне су читане наглас и усно пренашане међу неписменима што је задавало цензорима много брига. Сам руски цар Николај I је имао обичај да позове Крилова да му чита своје басне. Крилов је ту прилику користио да чита оне басне цару које су биле цензурисане. На тај начин је Крилов добијао цареву заштиту пред цензорима прије публиковања истих.
Неке од басни су писане поводом текућих збивања у Русији. Тако је Наполеонов пораз у Москви нашао одраза у баснама "Врана и кокош" (рус. Ворона и курица) и "Вук међу псима" (рус. Волк на псарне). Басна "Квартет" написана 1811. године исмијава Државни савјет цара Александра I из 1810. године.
Као што у сатирама “Модни дућан” и  “Лекција кћерима” извргава руглу племићко присвајање француског језика, културе и манира - исту ту сатиру видимо и у басни "Сељак и змија" (рус. Крестьянин и Змея) која је била одштампана у журналу "Син домовине" (рус. Сын отечества) 1813. године. У истом журналу Крилов пише: " ... овдје у престоници ми често видимо француску дјевојку-собарицу, нагло уздигнуту до часног достојанства наставнице! Те и баш те наставнице, које уображавају да су научнице, постепено чине наше дјевојке развратним, уводе их у начин мишљења, у језик непомирљивих и истинских наших непријатеља, што их чини да заборављају и презиру наш домовински! Како је могуће да се њихови родитељи не стиде тога! Када ћемо се ми пробудити? Када ћемо престати да се лијепимо за странце?".
Један од руских велможа је позвао себи Крилова и замолио га да му прочита неке од његових басни. Крилов је умјетнички прочитао неке од своји басни. Велможа га је упитао зашто он не преводи басне као што то ради извјесни Димитријев. Крилов је скромно одговорио да не зна. Када се вратио кући, погођен у живац, Крилов је написао басну "Магарац и славуј". О истој басни М. Лобанов каже: «Ми смо раније читали заморне и досадне описе славујевог пјевања, али тако мелодичан, мајсторски концерт, какав нам је дао Крилов, нисмо могли да прочитамо ни на једном језику.»

## Награде, почасти и признања
Иван Крилов је био изабран за члана Руске академије наука 1811. године; иста академија му је додијелила златну медаљу 1823. године за његова литерарна достигнућа. Као помоћник главног библиотекара Царске јавне библиотеке је 1810. године добио годишњу плату од 1500 рубаља која је 1820. удвостручена а 1834. учетворостручена. Године 1838. је одржан велики фестивал у част Крилова под покровитељством самога цара којим је поводом продано 77000 књига Криловљевих бајки. Напуштајући положај царског библиотекара 1841. године добио је пензију од 11700 рубаља на годину.
Након смрти Крилова, у годинама 1854-1845 је у Љетњем врту (рус. Ле́тний сад) Санкт-Петербурга подигнут споменик са његовом статуом, рад вајара Петера Клота са рељефима Александра Агина са све четири стране споменика на којима су приказане сцене из Криловљевих басни. У XX вијеку, 1976. године, подигнут је још један споменик Крилову, на Патријарховим прудовима у Москви. Овај споменик је заједничко дјело вајара А. Древина, Д. Митљанског и архитекте А. Чалтикиана. Споменик чине сједећа статуа баснописца окружена са дванаест металних рељефних скулптура ликова из Криловљевих басни.
У славу двојице пријатеља Пушкина и Крилова је подигнут споменик на Совјетском тргу града Пушкино. Пушкин је, у част Крилова, модификовао Криловљев опис магарца "најчаснијих принципа" (из басне "Магарац и сељак") - у уводу свога романа у стиховима "Јевгениј Оњегин". За његовог живота Крилов је био у Русији популаран исто колико су били Пушкин и Гогољ.
У Русији је, поводом 150-е годишњице смрти Крилова, искован сребрни новчић номиналне вриједности од двије рубље, а поводом 200-те годишњице његовог рођења, Пошта Совјетског Савеза је штампала пригодну марку са ликом Крилова. Многи градови широм република Совјетског Савеза имају улице и тргове именоване по Крилову.

## Други о Крилову
Бернард Перс (енгл. Bernard Pares), британски историчар и академик прве половине XX вијека:
Криловљеве басне су ризница народног говорног језика, мајчине мудрости и морала руског народа. Басне су скоро у цјелини постале пословичне, и спадају у омиљено штиво све руске дјеце и одрасле дјеце, тј. свих Руса; чак и онда када су оне адаптације Лафонтенових и других басни, Крилов не престаје да буде оригиналан и типични Рус. 
Вилијам Ралстон Шеден Ралстон (енгл. William Ralston Shedden Ralston), британски научник и преводилац Криловљевих басни на енглески језик:
Поеме чији се дословни прозни превод овдје даје енглеском читаоцу, уживају популарност у њиховој родној земљи коју тешко могу да добију у некој страној земљи. У њиховој домовини оне живе на уснама и у сјећањима младих и старих, сиромашних и богатих, и постале су нека врста националног наслијеђа... Њихова бриљантност је природно пригушена, а њихова музика утишана; али њихов мудри увид у мисли и мотиве људског срца, њихова генијална интерпретација неисказаних осјећања свеприсутних у свијету насилника, њихова умијешност везивања читаоца за причу, све ово је стварност; и све ово читалац-странац треба да цијени и поштује.
Александар И. Кирпичников (рус. Александр Иванович Кирпичников), руски историчар литературе, филолог, професор универзитета и дописни члан Академије наука Руске империје:
Његове басне у цјелини нису сува наравоученијска алегорија и не само спокојна епопеја, него жива драма са сто учесника, са мноштвом предивно осликаних типова, истински "поглед на човјечији живот", живот виђен са познате тачке гледишта. Колико год да је правилна та тачка гледишта и поучна Криловљева басна за савременике и потомство - о томе су мишљења различита - тим више остаје недореченог да би се дао потпуни одговор на то питање. Мада Крилов види као доброчинитеља сваког ко најважнија правила доброчинитељства излаже сажето, он сам ни у журналима а ни у својим баснама не поучава, већ је јарки сатиричар, не онај који кажњава подсмијехом упућеним њему савременом друштву, у виду идеала тврдо усађеног у његовој души, већ сатиричар-песимист који слабо вјерује у могућност да се људи могу поправити било каквим мјерама и који тежи само смањењу количине лажи и зла.